# 논산 돈암서원
논산 돈암서원(論山 遯巖書院)은 사계 김장생의 학덕을 기리기 위해 건립된 서원이다. 1993년 10월 18일 사적 제383호에 지정되고, 2019년 7월 10일 유네스코 세계문화유산에 등재되었다.

## 연혁
논산 돈암서원은 1634년(조선 인조 12) 지방 유림의 공의로 사계 김장생(金長生)의 학문과 덕행을 기리기 위해 충청남도 논산시 연산면 임리에 건립하였다. 1659년(효종 10) 및 1660년 (현종 1)에 두 번의 사액을 받았다.
1658년(효종 9)에 김집(金集), 1688년(조선 숙종 14)에 송준길(宋浚吉), 1695년(조선 숙종 21) 송시열(宋時烈)을 각각 추배하였다.
1871년(대한제국 고종 8년)의 전국적 서원철폐령에도 훼철되지 않고 보존된 유서 깊은 전국의 47개 서원 중 하나이며, 충청 지역의 대표적인 서원이다.
1881년(고종 18년)에 이르러 숲 말의 서원이 지대가 낮아 홍수 때에는 뜰 앞까지 물이 차므로 조금 높은 지대인 현재의 위치로 이건하였다.

## 건립
돈암서원은 본래 현재 위치의 서북쪽 1.5km 떨어진 임리 숲말에 있었다. 연산천에 가까이 있고 지대가 낮아 수해를 입어 1880년 현 위치로 이전하였다. 이 숲말에 돈암이라는 큰 바위가 있는데, 본래 은둔하는 곳이다라는 뜻의 둔암에서 온 말이다. 김장생이 은둔하며 학문과 후진 양성에 힘쓰고자 했던 마음이 담겨 있다. 김장생은 양성당을 지으며 기록한 글에 대둔산이 남쪽에 있고 북쪽에는 계룡산이 솟았다고 했으며 양성당에서 바라보는 경치를 "산을 우러르며 즐기고 시내를 내려다보면 물을 살피며 자연 경물을 접하는 대로 이치를 깨닫는다"고 적었다.

## 배향 인물
- 김장생
- 김집
- 송준길
- 송시열

## 문화재
- 논산 돈암서원 응도당(論山 遯岩書院 凝道堂) : 보물 제1569호
- 돈암서원유경사(遯岩書院惟敬祠) : 충청남도 유형문화재 제155호
- 돈암서원 원정비(遯巖書院 院庭碑) : 충청남도 문화재자료 제366호
- 양성당제영 : 대전광역시 문화재자료 제21호, 대전역사박물관 소장
- 돈암서원 책판 : 논산시 향토문화유적 제9호
- 정회당 : 김장생의 아버지 김계휘가 천호산 고운사에서 수학하던 건물로 1954년 돈암서원으로 옮겨졌다.

## 유네스코 세계유산
문화재청은 2018년 1월 이곳 논산 돈암서원을 비롯한 한국의 대표서원 9곳을 「한국의 서원」으로 지정하여 유네스코 세계유산에 등재 신청하여, 2019년 7월 10일 유네스코 세계문화유산으로 등재되었다.

## 같이 보기
- 서원
- 김장생
- 김집
- 송준길
- 송시열

## 참고 자료
- 논산 돈암서원 - 국가유산청 국가유산포털
- 논산돈암서원 - 느낌여행충남
- 돈암서원(遯巖書院) - 한국서원연합회